# Склисте тіло

1 — Склера. 2 — Судинна оболонка. 3 — Канал Шлемма. 4 — Корінь райдужки. 5 — Рогівка. 6 — Райдужка. 7 — Зіниця. 8 — Передня камера ока. 9 — Задня камера ока. 10 — Війчасте тіло. 11 — Кришталик. 12 — Склисте тіло. 13 — Сітківка. 14 — Зоровий нерв. 15 — Зонулярні волокна.

Склисте тіло (лат. corpus vitreum) — прозора желеподібна речовина, що заповнює простір очного яблука між кришталиком та сітківкою у людини та інших хребетних. Склисте тіло займає приблизно 2/3 об'єму очного яблука.

## Склад і будова
Склисте тіло на 98 % складається з води (у рогівці 75 %) і близько 2 % гіалуронової кислоти, невеликої кількості колагенових волокон і широкого спектра білків у мікрокількостях.
Колаген представлений переважно типами II та IX. Специфічні для склистого тіла форми колагену також називають вітрозинами. Ця рідка колагенова сітка у поєднанні з вираженою здатністю гіалуронової кислоти зв'язувати воду обумовлюють гомогенну желеподібну консистенцію і прозорість склистого тіла.
Від диска зорового нерва на сітківці до кришталика через склисте тіло проходить гіалоїдний канал.
У склистому тілі присутні клітини — гіалоцити, розміщені переважно по периферії. Ці клітини беруть участь в синтезі гіалуронової кислоти та ретикуліну (попередника колагену) і розчинних білків склистого тіла, а також утворюють гемідесмосоми, які забезпечують прикріплення склистого тіла до сітківки. За походженням більшість гіалоцитів є макрофагами.
Ззовні склисте тіло покрите гіалоїдною мембраною.
Склисте тіло знаходиться в контакті з сітківкою і допомагає утримувати її на місці, притискаючи її до судинної оболонки. Сітківка не прикріплена до судинної оболонки, за винятком ділянки диска зорового нерва і периферії й може відшаровуватися.
На відміну від водянистої вологи, яка заповнює передню і задню камери ока і постійно оновлюється, желеподібна маса склистого тіла залишається постійною. Тому якщо кров, клітини чи інші продукти запалення попадуть в склисте тіло, то там і залишаться. Видалити їх звідти можна лише за допомогою хірургічних методів.
Склисте тіло не має нервових рецепторів.

## Функції
Основними функціями склистого тіла є:
- Надання очному яблуку правильної форми;
- Заломлення світла, яке потрапляє на сітківку, показник заломлення світла становить 1,336;
- Забезпечення тургору тканин;
- Забезпечення пружності ока.

## Захворювання склистого тіла
З віком склисте тіло може піддаватися деструкції і відшаровуватися. Це частіше зустрічається у близькозорих очей (міопія). Також може обумовлюватися травмою чи запаленням ока (увеїт).
Запалення склистого тіла називається вітритом. Практично не буває самостійним захворюванням. Але може розвиватись при поширенні запального процесу з судинної оболонки ока (увеїт) і сітківки (ретиніт).